# Marynki (Czuchów)
Marynki – kolonia wsi Czuchów w Polsce, położona w województwie mazowieckim, w powiecie łosickim, w gminie Platerów.
W latach 1975–1998 kolonia należała administracyjnie do województwa bialskopodlaskiego.